# Pteris christensenii
Pteris christensenii är en kantbräkenväxtart som beskrevs av Kjellberg. Pteris christensenii ingår i släktet Pteris och familjen Pteridaceae. Inga underarter finns listade.